# Niszczyciele eskortowe typu Rudderow
Niszczyciele eskortowe typu Rudderow – typ amerykańskich niszczycieli eskortowych z okresu II wojny światowej. Zbudowano łącznie 22 jednostki, wszystkie służyły w czasie wojny w US Navy. 50 innych jednostek przed wejściem do służby przebudowano na szybkie transportowce desantowe, dodatkowo konwersji tej dokonano również na jednym z okrętów będących już w linii.

## Historia
Niszczyciele typu Rudderow były budowane w latach 1943–1944 w następujących stoczniach: Philadelphia Navy Yard w Filadelfii, Charleston Navy Yard w Charleston, Defoe w Bay City oraz należących do koncernu Bethlehem Steel w Hingham i Quincy. Pierwszy okręt typu, USS "Rudderow" wszedł do służby 15 maja 1944 roku.
Wobec zmniejszenia się zapotrzebowania na niszczyciele eskortowe w końcowym okresie II wojny światowej, większość zamówień została anulowana, jednak aby podtrzymać produkcję stoczniową i nie zatrzymywać już rozpoczętych prac, 50 jednostek typu Rudderow zostało ukończonych jako szybkie transportowce desantowe (APD). Dodatkowo na APD przebudowano jeden z niszczycieli będących już w służbie, USS "Bray".
Podczas wojny większość okrętów typu Rudderow służyła na Pacyfiku, wchodząc w skład osłony lotniskowców eskortowych. Spośród jednostek działających na Atlantyku USS "Eugene E. Elmore" współuczestniczył w zatopieniu U-549.
Żaden z niszczycieli typu Rudderow nie został utracony podczas działań wojennych, podobnie nie zanotowano strat wśród okrętów ukończonych jako transportowce desantowe.
Po zakończeniu wojny okręty zostały przesunięte do rezerwy i skreślone z listy floty do 1972 roku. Dwie jednostki zostały przekazane marynarkom wojennym innych państw: Korei Południowej i Tajwanu.

## Konstrukcja
Konstrukcja niszczycieli eskortowych typu Rudderow była oparta o kadłub i siłownię okrętów typu Buckley. Główna różnica dotyczyła uzbrojenia artyleryjskiego. Dotychczas stosowane działa kalibru 76 mm na odkrytych stanowiskach zostały zastąpione przez dwa działa uniwersalne kal. 127 mm, umieszczone w wieżach artyleryjskich na dziobie i rufie.
Uzbrojenie przeciwlotnicze uzupełniały dwa podwójne (na części okrętów jedno poczwórne i jedno podwójne) działka Bofors kal. 40 mm oraz 12 działek Oerlikon kal. 20 mm. Niszczyciele posiadały potrójną wyrzutnię torpedową kal. 533 mm, na niektórych zastępowaną czterema pojedynczymi działkami Bofors typu armijnego. Broń przeciw okrętom podwodnym stanowiły: miotacz bomb głębinowych Hedgehog, osiem miotaczy i dwie zrzutnie bomb głębinowych.
Okręty typu Rudderow miały napęd turboelektryczny. Dwa kotły dostarczały parę do turbogeneratorów produkcji firmy General Electric, które wytwarzały prąd dla silników elektrycznych, napędzających poprzez przekładnie redukcyjne dwie śruby. Łączna moc układu, wynosząca 12 000 KM, zapewniała prędkość maksymalną 24 węzłów. Zapas 354 ton paliwa pozwalał przepłynąć 5050 mil morskich przy prędkości ekonomicznej 12 węzłów.
Wyposażenie elektroniczne składało się z radaru wykrywania celów nawodnych typu SL, zastępowanego później przez nowocześniejszy typu SU, radaru kontroli przestrzeni powietrznej typu SA oraz sonaru do wykrywania celów podwodnych.